# Dageraad

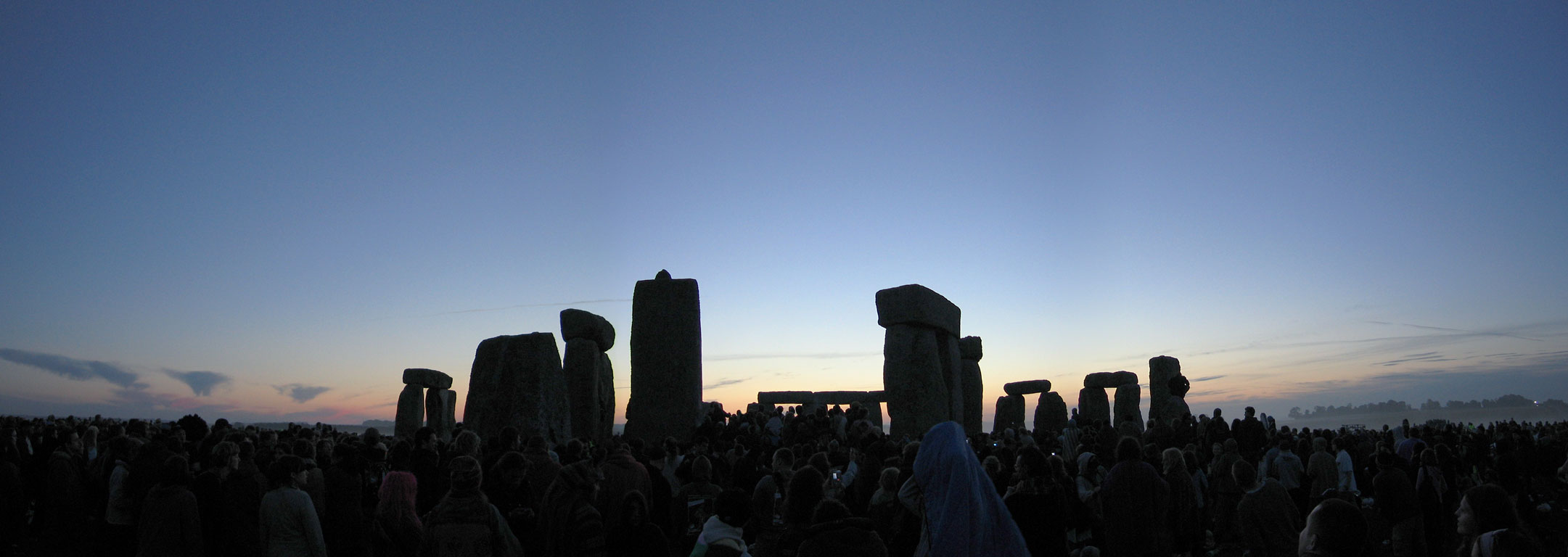
Dageraad bij Stonehenge

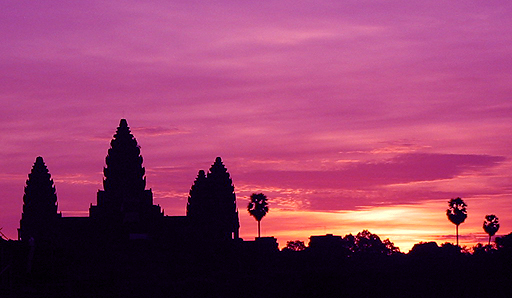
Dageraad bij Angkor Wat

Dageraad of ochtendgloren is de periode van schemering direct voorafgaand aan zonsopkomst. Het wordt gekenmerkt door de aanwezigheid van een zekere mate van licht aan de hemel terwijl de zon nog niet zichtbaar is. 

## Duur
De duur van de dageraad wordt bepaald door de ligging op aarde; hoe dichter bij de polen, hoe langer de dageraad duurt. In het bijzonder in gebieden met droge lucht die niet aan lichtvervuiling onderhevig zijn, kan tijdens de dageraad een lichtkoepel zichtbaar zijn die zich gaandeweg uitbreidt; in het oosten is een soort kring van licht te zien aan de horizon, terwijl in het westen en tot aan het zenit nog sterren te zien zijn.

## Het blauwe uur
Bij bepaalde weersomstandigheden nemen de lucht en de omgeving een blauwe kleur aan tijdens het laatste uur voor zonsopgang. Tijdens dit blauwe uur is de natuur vaak stil doordat de nachtdieren in rust zijn gegaan terwijl de dagdieren nog niet wakker zijn. Deze samenloop kan een vervreemdend effect geven, wat heeft geresulteerd in de naamgeving van onder andere een roman, een wals, een parfum en enkele gedichten.

## Belang van de dageraad in religies
Binnen het jodendom kan de rituele slachting pas plaatsvinden vanaf de dageraad.
Binnen de islam wordt van de dageraad tot het moment van zonsopgang het fajr-gebed gebeden. Tijdens de ramadan geldt vanaf het eerste moment van de dageraad het gebod om te vasten. Meestal wordt hierbij de grens van 12 graden gehanteerd, omdat het tijdens de zomermaanden in Nederland en België niet volledig donker wordt.
Verschillende godsdiensten kennen goden of godinnen van de dageraad. Binnen het hindoeïsme is dit Usha, de Griekse godin wordt Eos genoemd, de Romeinse godin heet Aurora en binnen de Arabische mythologie is dit Al-'Oezza.